# Saitenwürmer
Die Saitenwürmer (Nematomorpha) sind ein Tierstamm der Häutungstiere (Ecdysozoa). Ihr wissenschaftlicher Name ist aus den altgriechischen Wörtern νήμα nēma „Faden“ und μορφή morphē „Gestalt“ zusammengesetzt. Die mehr als 320 Arten dieser Gruppe leben vor allem im Süßwasser, einige kommen jedoch auch im Meer vor. Die blässlich-weißen bis gräulich-schwarzen, manchmal auch bräunlich bis rötlich gefärbten Würmer sind in der Regel sehr lang und extrem dünn; es können Extremlängen von bis zu zwei Metern erreicht werden wie bei Gordius fulgur; die Tiere haben dabei aber nur einen maximalen Durchmesser von drei Millimetern.
Die Jugendformen der Saitenwürmer sind parasitisch. Sie besitzen einen Bohrapparat, mit dem sie sich in den Wirt (meist ein Insekt) einbohren können. Die erwachsenen Tiere verlassen nur zur Eiablage den Wirt und können zu dieser Zeit als Würmerknäuel besonders an Bächen gefunden werden.

## Forschungsgeschichte
Die Saitenwürmer gehören zu den Tiergruppen, die in der Forschung bislang weitestgehend ignoriert wurden. Entsprechend wenig ist über diese Tiergruppe im Vergleich zu anderen Taxa bekannt. Die erste eindeutige Erwähnung fand ein Saitenwurm in der Historia Animalium (1551–1587) von Conrad Gessner, wo die Saitenwürmer gemäß dem volkstümlichen Namen als Wasserkalb oder lateinisch Vitulus aquaticus bezeichnet werden. Zu diesem Zeitpunkt gab es die typische, 1758 mit der bekannten 10. Auflage der Systema Naturae von Carl von Linné erfolgte zweiteilige Namensgebung allerdings noch nicht. Innerhalb der Würmer ordnet Linné ein Tier mit dem Namen Gordius aquaticus ein, benannt nach dem Gordischen Knoten. Er bezog sich damit auf den zu Beginn des 17. Jahrhunderts durch Aldrovandus angestellten Vergleich eines Knäuels Würmer mit dem berühmten Knoten der griechischen Mythologie.
In der Folgezeit wurden der Gattung Gordius sowohl freilebende Saitenwürmer als auch parasitische Formen der Insekten zugeordnet, letztere wurden 1788 von den freilebenden Gordius-Arten als Filaria abgespalten. Erst durch eine Reihe von neuen Beobachtungen konnte allerdings geklärt werden, dass die Intestinalfilarien mit den freilebenden Würmern identisch waren. So konnte etwa F. Dujardin 1842 beobachten, wie ein Saitenwurm aus einem Insekt in das freie Wasser überging. Er nannte dieses neu entdeckte Tier Mermis und klärte auf, dass zumindest bei diesem Wurm eine parasitische und eine freilebende Entwicklungsphase bestehen. Dass der Mermis allerdings nicht in die Verwandtschaft der Gordius-Arten gehörte, war damals noch unbekannt, erst 1886 wurde er zu den Fadenwürmern (heute in der Familie der Mermithidae) gestellt. 1849 und 1851 konnten von E. Grube und J. Leidy auch die morphologisch abweichenden Larven der Saitenwürmer entdeckt werden. Etwa zur gleichen Zeit wurden auch die ersten Beiträge über die innere Anatomie der Tiere publiziert (F. Dujardin 1842, A. A. Berthold 1843, G. Meissner 1856).
1847 beschrieb Friedrich Heinrich Creplin eine zweite Gattung der Saitenwürmer, die er Chordodes nannte; Addison Emery Verrill (1879) beschrieb als erster einen meereslebenden Saitenwurm, der von ihm den Namen Nectonema agile bekam. Diese Meeressaitenwürmer wurden 1887 von F. Vejdovsky mit den „Gordiacea“ zu den Nematomorpha zusammengefasst. Zum Ende des 19. Jahrhunderts kam eine Reihe neuer Arten hinzu, die vor allem durch die Expeditionen in verschiedene Erdteile gefunden wurden. Camerano, einer der erfolgreichsten Bearbeiter der Gruppe, führte entsprechend 1897 mit Parachordodes und Paragordius zwei neue Gattungen ein, alle weiteren Gattungsbezeichnungen kamen im Laufe des 20. Jahrhunderts hinzu.
Genauere Kenntnis über die Anatomie der Tiere gewann man erst in der zweiten Hälfte des 20. Jahrhunderts, in der verschiedene Saitenwürmer histologisch und mit Hilfe der Transmissionselektronenmikroskopie (TEM) untersucht wurden. Die Rasterelektronenmikroskopie (REM) wurde vor allem für die Identifizierung und Bestimmung der Tiere ein unverzichtbares Werkzeug. Zu den bekanntesten Nematomorphenforschern der heutigen Zeit zählen der am Zoologischen Museum der Universität Hamburg tätige Andreas Schmidt-Rhaesa, der vor allem die evolutionären Zusammenhänge innerhalb der Saitenwürmer aufklären möchte, sowie Ben Hanelt (Lincoln, USA), Fred Thomas (Montpellier, Frankreich) und Cristina de Villalobos (La Plata, Argentinien).

## Anatomie der Saitenwürmer

### Anatomie der ausgewachsenen Würmer

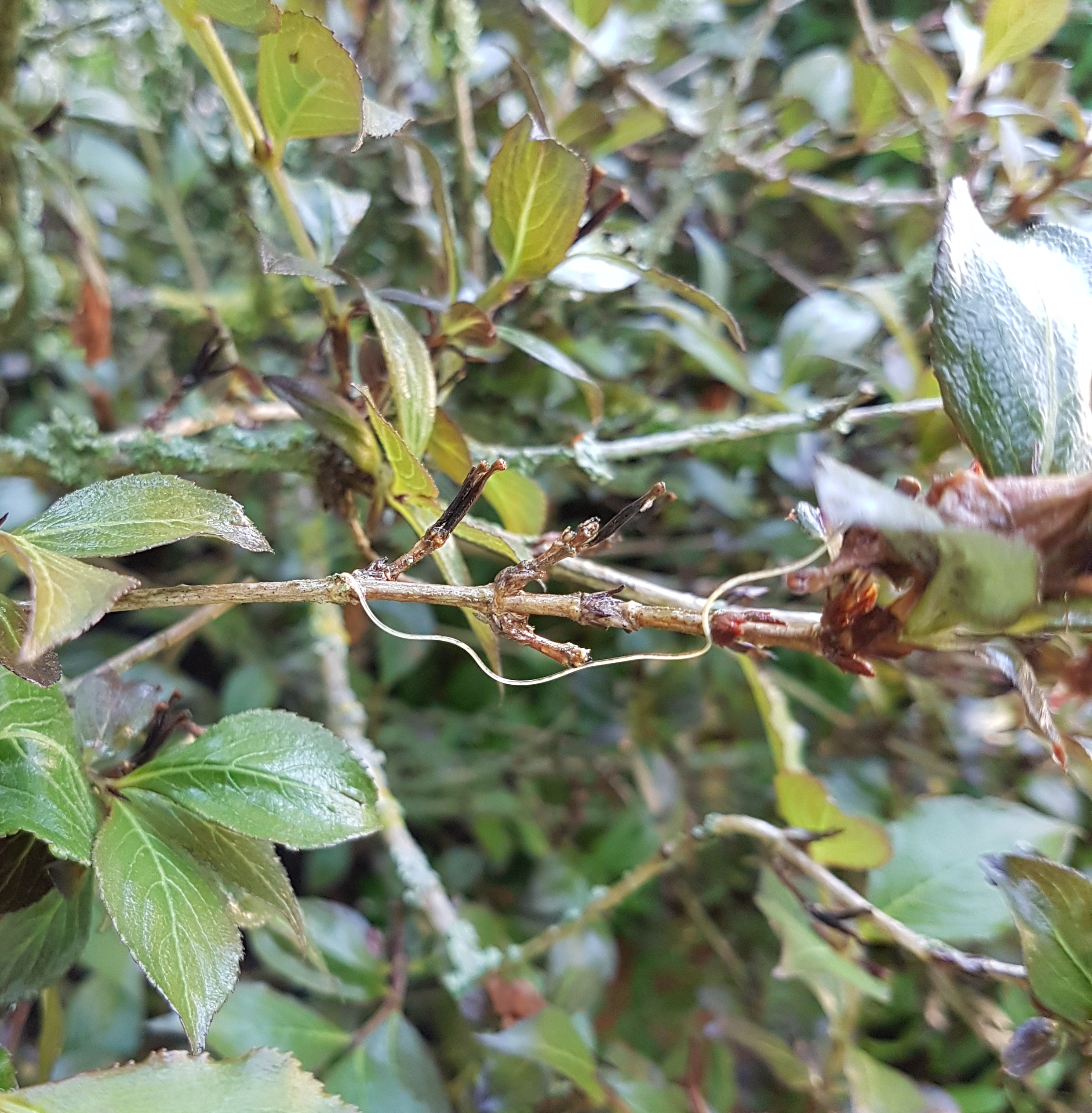
Saitenwurm im Gebüsch

Die Saitenwürmer ähneln im Aufbau sehr stark den Fadenwürmern, deren Schwestergruppe sie darstellen. Der Körper ist langgestreckt, drehrund und unsegmentiert. Die Körperlänge beträgt im Extremfall bis zu zwei Meter; bei den meisten Arten liegt sie allerdings bei durchschnittlich fünf bis zehn Zentimetern. Der Durchmesser liegt bei niedrigen 0,5 bis 3 Millimetern.
Sowohl die marinen Nectonema-Arten als auch die süßwasserlebenden, als limnisch bezeichneten Arten weisen einen deutlichen Sexualdimorphismus auf:
1. Die Körperlänge der Weibchen übertrifft bei fast allen Arten die der Männchen.
2. Bei den Weibchen der Nectonema-Arten ist das Hinterende abgerundet, bei den Männchen verschmälert sich das Hinterende und ist abwärts gebogen. Bei beiden Geschlechtern liegt die Geschlechtsöffnung am terminalen Ende.
3. Auch bei den Weibchen der im Süßwasser lebenden Arten liegt die Geschlechtsöffnung immer am Hinterende, bei den Männchen jedoch an der Bauchseite. Bei etwa der Hälfte der Arten ist das Hinterende der Männchen außerdem in zwei lappenartige Ausläufer unterteilt, die als Schwanzloben bezeichnet werden. Neben den Strukturen der äußeren Hautschicht, der Cuticula, stellen die Unterschiede dieser Loben eines der wichtigsten Merkmale zur Artunterscheidung dar.

Das Vorderende der meisten Saitenwürmer ist abgerundet, es kann jedoch auch „abgeschnitten“ oder zugespitzt sein. Viele Arten zeichnen sich durch eine weiße Vorderspitze und einen darauf folgenden dunklen Ring aus, dahinter beginnt die eigentliche Körperfärbung.
Die äußere Umhüllung der Tiere besteht aus einer nicht aus Zellen aufgebauten Außenschicht, der Cuticula, der darunterliegenden Epidermis und einer Muskelzellenschicht, die ausschließlich aus Längsmuskulatur besteht:
- Die Cuticula, die nur bei Larven das Polysaccharid Chitin enthält, ist bei den parasitisch lebenden Jungtieren nur sehr dünn, bei den freilebenden ausgewachsenen allerdings recht dick. Die Veränderung geschieht über eine Häutung kurz vor dem Verlassen des Wirtstieres. Die aus Kollagen bestehenden Fasern der Cuticula verlaufen kreuzweise schraubenartig und kompensieren dadurch das Fehlen der Ringmuskulatur. Der Winkel dieser Fasern zur Körperlängsachse beträgt dabei etwa 55°. Insgesamt liegen etwa 35 Schichten dieser Cuticularfasern übereinander. Die Cuticula selbst ist von verschiedenen Strukturen (Areolen, Superareolen, Kronenareolen, Megaareolen) besetzt, die ein wichtiges Merkmal zur Artunterscheidung darstellen.
- Die Epidermis ist einschichtig und ragt durch kleine Zellausläufer (Mikrovilli) in die Cuticula hinein. Seitliche Epidermisleisten, wie sie bei den Fadenwürmern vorkommen, fehlen hier, stattdessen findet sich eine rückseitige (dorsale) und eine bauchseitige (ventrale) Leiste bei den meereslebenden Nectonema-Arten, die mit bläulichgrauen „Schwimmborsten“ besetzt ist. Die im Süßwasser lebenden Arten besitzen nur eine bauchseitige Epidermisleiste.
- Die längsseitige Muskulatur ist ebenfalls einschichtig und besteht aus schmalen Muskelzellen. Der kontraktile Teil dieser Zellen liegt an der Außenseite, das Cytoplasma mit dem Zellkern an der Innenseite (zum Körperinneren hin).

Ein Hartskelett existiert bei Saitenwürmern nicht; dessen Funktion wird von einem sogenannten hydrostatischen Skelett übernommen, das durch hohen Flüssigkeitsdruck in der Leibeshöhle, dem Pseudocoel, gebildet wird. Die Cuticula kann dadurch als Gegenspieler (Antagonist) der Längsmuskulatur wirken und erlaubt auf diese Weise die Schlängelbewegungen, mit denen sich die Würmer fortbewegen.
Das Nervensystem der Saitenwürmer besteht aus einem am Kopfende der Tiere befindlichen Nervenring um den Darm, der das Gehirn der Tiere bildet, einem bauchseitigen Markstrang, von dem Nervenfasern zu den Muskelzellen ziehen und einem Ganglion im Bereich der Afteröffnung (Kloakenganglion). Besonders am Vorder- und Hinterende der Tiere finden sich einfach gebaute Sinnesorgane, die Sensillen. Die Wahrnehmung von Licht wird durch mit einer schwarzen Pigmentschicht ausgekleidete Grübchen unterhalb der an dieser Stelle durchsichtigen Cuticula ermöglicht.
Der Darm ist bei allen Arten und in allen Lebensstadien weitgehend zurückgebildet und dient nicht der Nahrungsaufnahme; Mund und Anus sind meist nicht existent. Ob der Darm noch eine wichtige Funktion besitzt, ist bislang ungeklärt; wahrscheinlich dient er bei einigen Arten der Exkretion, daneben werden wohl auch Nährstoffe dort gespeichert. Die Ernährung erfolgt bei den Larven und Jungwürmern über die Epidermis, ausgewachsene Würmer nehmen keine Nahrung zu sich. Spezielle Ausscheidungsorgane existieren bei den Saitenwürmern nicht.
Zwischen der Muskelschicht an der Außenseite und dem Darm sowie dessen Aufhängebändern besteht ein mit Flüssigkeit sowie einer aus Kollagenfasern bestehenden Matrix gefüllter Hohlraum, der als Leibeshöhle bezeichnet wird. Da diese nicht von einer einlagigen Schicht umhüllt ist (gemeinhin als Coelom bezeichnet), spricht man bei dieser Form der Leibeshöhle von einem Pseudocoel. Bei den Süßwasserarten ist die Leibeshöhle durch seitliche Gewebslappen in hintereinanderliegende „Taschen“ aufgeteilt, in denen Keimgewebe liegen. Die Tiere sind getrenntgeschlechtlich und besitzen mit Ausnahme der Nectonema-Arten paarige Ovare und Hoden. Bei beiden Geschlechtern münden die Geschlechtsgänge in der Kloake, also einer gemeinsamen Körperöffnung mit dem Darm.

### Anatomie der Larven
Die Larven der Saitenwürmer sind vollkommen anders aufgebaut als die erwachsenen Würmer. Sie sind in der Regel zwischen 50 und 150 Mikrometer lang und bestehen aus einem Vorderabschnitt mit einem ausstülpbaren Mundkegel sowie einem Hinterleib, der neben einem Darmrest auch eine große Speicheldrüse enthält. Diese beiden Körperabschnitte sind durch ein Häutchen (Septum) voneinander getrennt.
Die Speicheldrüse ist über einen langen Gang mit dem rüsselartigen Mundkegel verbunden. Dieser kann über einen hydrostatischen Druck, der durch Muskulatur im Vorderkörper erzeugt wird, ausgestülpt werden und besitzt am Vorderende einen Bohrapparat sowie seitliche Dornen, die eine Verankerung im Gewebe des Wirtes ermöglichen, die zum Eindringen notwendig ist.

## Verbreitung und Lebensraum
Saitenwürmer sind mit Ausnahme der Antarktis auf allen Kontinenten nachgewiesen worden. Die bislang bekannten Arten stellen allerdings wahrscheinlich nur einen Teil der tatsächlich existierenden Arten dar, besonders aus den Tropen und Subtropen werden noch weitere Entdeckungen erwartet. In Deutschland gibt es derzeit 40 beschriebene Saitenwurmarten, weltweit sind es etwa 300 Arten. In Europa sind etwa 100 Arten bekannt, wobei einzelne Vertreter auch auf den zugehörigen Inseln wie Madeira, Teneriffa oder den Shetland-Inseln gefunden wurden. Die afrikanischen Arten stammen überwiegend aus der Republik Kongo, weite Teile des Kontinents sind auf diese Tiere noch nicht besammelt worden. Entsprechend bilden die etwa 70 bekannten Arten wohl nur einen Teil des afrikanischen Spektrums. Ebenfalls überwiegend unbesammelt ist Asien, von wo etwa 100 Arten bekannt sind. In Australien wurden bislang sieben, in Neuseeland sechs Arten gefunden, aus Süd- und Mittelamerika sind etwa 70 Arten bekannt und aus Nordamerika nur 16. Hinzu kommen vier Meeresarten der Gattung Nectonema, die an unterschiedlichen Küsten gefunden wurden, im Mittelmeer, im Nordwest-Pazifik, an den Küsten Neuseelands und im Südatlantik.
Die süßwasserlebenden Arten leben in kleinen Pfützen, Tümpeln, Bächen, Flüssen bis hin zu Seen sowie in feuchten Böden. Es ist anzunehmen, dass ihre Verbreitung in diesen Gewässern weniger von den Vorlieben der Tiere abhängt als davon, in welche Gewässer sie von ihren Wirten gebracht werden. Austrocknende Kleinstgewässer wie Pfützen könnten für die Saitenwürmer eine Sackgasse darstellen; es ist bislang nicht geklärt, ob hier eine erfolgreiche Paarung und Infektion von Wirten möglich ist.
Die meereslebenden Arten leben frei schwimmend (pelagisch) meist in der Gezeitenzone.

## Lebensweise, Fortpflanzung und Entwicklung

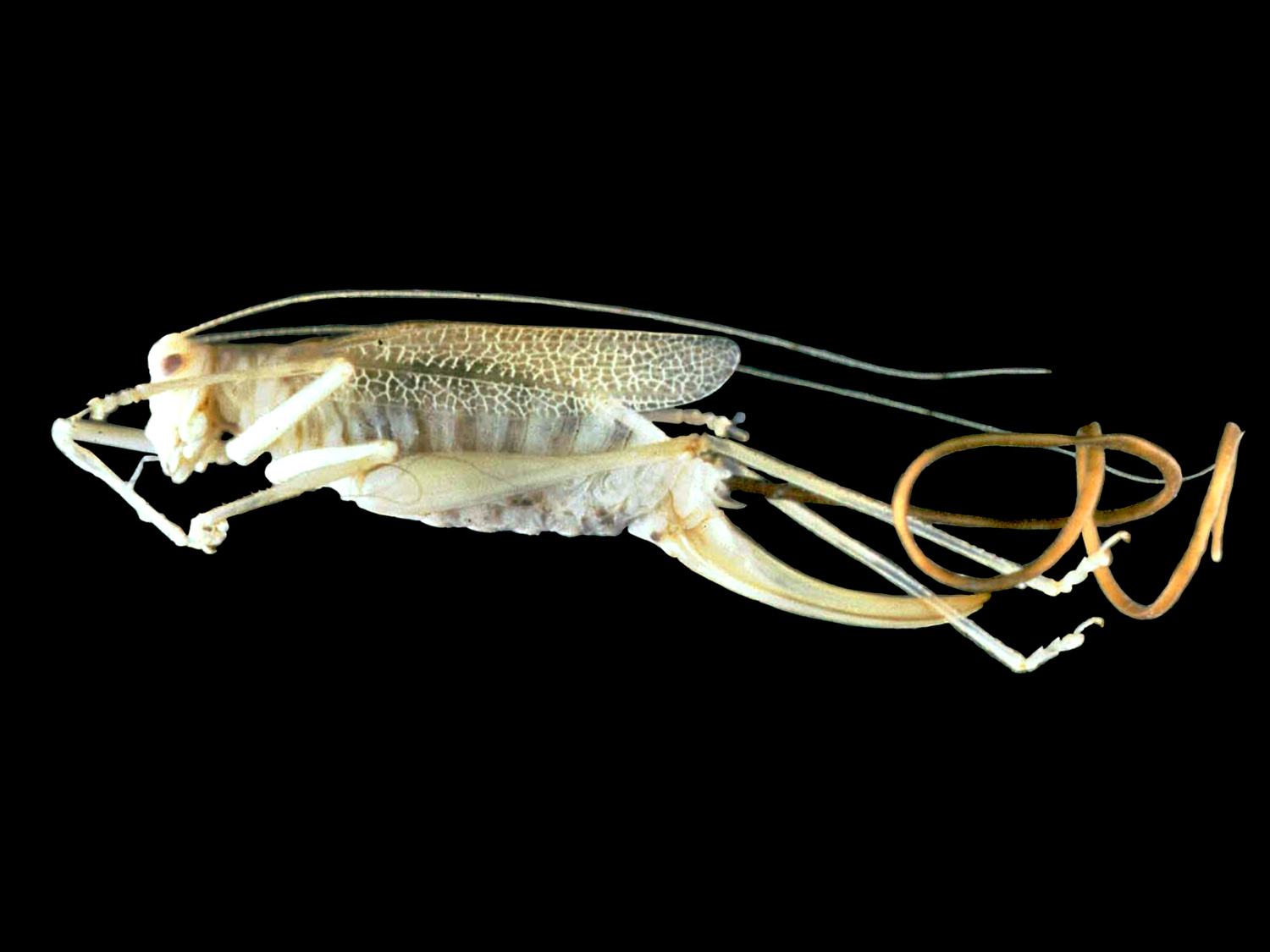
Spinochordodes tellinii aus seinem Wirt, der Eichenschrecke Meconema thalassinum, austretend (Südfrankreich).

Ausgewachsene Saitenwürmer verlassen ihre Wirte erst zur Fortpflanzung und nehmen in diesem Erwachsenenstadium keine Nahrung zu sich. Die sehr bewegungsaktiven Männchen suchen dann die Weibchen auf, die sich meist kaum von ihrem Austrittsort fortbewegen. Wenn sich zwei Partner gefunden haben, wickelt sich das Männchen in engen Schlingen um das Hinterende des Weibchens, wodurch regelrechte Paarungsknäuel entstehen. Die Übertragung der unbegeißelten Spermien oder von Spermienpaketen (Spermatophoren) erfolgt bei den Saitenwürmern durch eine Kopulation; diese wird durch ein ausstülpbares Borstenbündel (Cirrus) an der Kloake ermöglicht. Die Spermien werden im Weibchen meist noch gespeichert, bevor die intern verlaufende Befruchtung stattfindet. Während die Männchen nach der Kopulation meist direkt absterben, legen die Weibchen der Saitenwürmer mehrere 10.000 Eier von jeweils einem Durchmesser von 40 bis 50 Mikrometern in langen Laichschnüren ab, die um Pflanzen oder andere Gegenstände unter Wasser gewickelt werden. Um diese Laichschnüre legen sich dann die Weibchen und verbleiben in dieser Stellung. Die marinen Arten legen ihre Eier einzeln in das freie Wasser.
Die schlüpfenden Larven gelangen entweder passiv bei der Nahrungsaufnahme in den Wirt oder sie bohren sich an Gelenkhäuten oder anderen weichen Stellen in den Wirt ein. Finden die Larven keinen passenden Wirt, bilden sie ein Dauerstadium (Cyste) und können auf diese Weise auch über einen Monat Austrocknung oder andere ungünstige Umweltbedingungen überstehen. Als Cyste können sie nur passiv, also bei der Nahrungsaufnahme, in einen Wirt gelangen.
In einem geeigneten Wirt verändert sich die Larve wahrscheinlich über eine Häutung, bei der die harten Teile des Vorderkörpers komplett abgeworfen werden. Danach wächst das Tier heran und nimmt über seine Haut vor allem Nährstoffe aus dem Fettkörper seines Wirtes auf. Bei einem ungeeigneten Wirt (etwa bei einer Schnecke) kann es erneut zu einer Cystenbildung kommen, bis das Tier von einem Raubinsekt, wie etwa einer Gottesanbeterin, gefressen wird. Dadurch können Saitenwürmer auch Tiere parasitieren, die nicht mit Wasser in Berührung kommen. Die im Meer lebenden Nectonema-Arten parasitieren offensichtlich ausschließlich in Zehnfußkrebsen, gefunden wurden sie etwa in der Garnele Pandalus montagui, dem Einsiedlerkrebs Anapagurus hyndmanni und dem Taschenkrebs Cancer irrogatus. Die süßwasserlebenden Arten bevorzugen als Wirte vor allem Laufkäfer (Carabidae), Fangschrecken (Mantoptera) und Langfühlerschrecken (Ensifera), sie wurden jedoch auch schon in Libellen (Odonata), Webspinnen (Araneae), Weberknechten (Opiliones), Tausendfüßern (Myriapoda) und Egeln (Hirudinea) gefunden. Der Befall von Hautflüglern (Hymenoptera) wurde im 19. Jahrhundert an verschiedenen Pflanzenwespen (Symphyta), einer Ameisenart (Formicidae) und einer Wespenart (Vespidae) beobachtet und sollte überprüft werden. Keine Saitenwürmer sind bislang von Schmetterlingen (Lepidoptera) bekannt.
Kurz vor dem Ende der Jugendentwicklung beeinflusst der Saitenwurm seinen Wirt derart, dass dieser zwanghaft Wasser aufsucht. Hormonelle Einflüsse werden ebenso in Betracht gezogen wie ein großflächiger Wasserentzug durch den Parasit. 2005 fand eine Gruppe um den Forscher David Biron bei einer näheren Untersuchung der im Heuschreckengehirn gebildeten Proteine Näheres zum Wirkmechanismus heraus. So bilden Saitenwürmer bestimmte, Neurotransmittern ähnliche Stoffe und Moleküle, die den programmierten Zelltod (Apoptose) in Nervenzellen auslösen. Zudem gibt der Parasit bestimmte Wachstumsfaktoren ab, die direkt die Entwicklung des Gehirns des Wirts beeinflussen. Allem Anschein nach bildet jedoch das Wirtstier selbst auch verstärkt bestimmte Proteine, die vermutlich als Abwehr gegen den Parasiten fungieren sollen, da sie bei nicht infizierten Tieren in einem weitaus geringeren Umfang produziert werden. Diese Entdeckung erlaubt nicht nur Einblicke in Parasit-Wirt-Beziehungen, sondern zeigt auch, dass sich Saitenwürmer direkten Zugriff auf das zentrale Nervensystem ihrer Wirte verschaffen können.
Im Wasser verlassen die geschlechtsreifen Saitenwürmer nach einer letzten Häutung den Wirt durch den After oder die Gelenkhäute, um sich im freien Wasser einen Geschlechtspartner zu suchen. Die Wirte sterben nach dem Verlassen der Würmer meistens, einige leben jedoch weiter.
Bei vielen Arten ist der Lebenszyklus noch etwas komplexer und verläuft über einen vom Endwirt verschiedenen Zwischenwirt. Während der Endwirt immer zu den Gliederfüßern gehört, können als Zwischenwirte auch Wirbeltiere wie Fische oder die Jugendstadien der Amphibien in Frage kommen.
Je nach Beginn der sexuellen Reife liegt die Dauer eines Lebenszyklus zwischen zwei Monaten und mehr als einem Jahr.

## Saitenwürmer und der Mensch
In seltenen Fällen können Saitenwürmer auch den Menschen befallen, bei dem es sich dann um einen Fehlwirt handelt; sie wurden insbesondere im Darm und der Harnröhre nachgewiesen, scheinen aber keine Schäden hervorzurufen.

## Systematik der Saitenwürmer

### Systematische Position der Saitenwürmer
Die Saitenwürmer stellen die Schwestergruppe der Fadenwürmer (Nematoda) dar. Mit diesen teilen sie eine Reihe von Merkmalen, darunter den Aufbau der Cuticula sowie das Fehlen von Ringmuskulatur und cilientragenden Epidermiszellen. Auch der Lebenszyklus der Saitenwürmer ist mit dem der primitivsten Gruppe der Fadenwürmer, den Mermithidae, identisch und kann als gemeinsames Merkmal der Saitenwürmer und Fadenwürmer angesehen werden.
In die weitere Verwandtschaft der Fadenwürmer und Saitenwürmer werden die Priapswürmer (Priapulida), die Korsetttierchen (Loricifera) und die Hakenrüssler (Kinorhyncha) eingeordnet. All diese Gruppen, die (unter gelegentlicher Einbeziehung der Bauchhärlinge (Gastrotricha)) als Cycloneuralia zusammengefasst werden, besitzen eine Cuticula, die regelmäßig durch eine Häutung ausgetauscht wird. Das zuständige Hormon für diese Häutung ist das Ecdyson, das auch bei den Gliederfüßern eine Häutung induziert. Aus diesem Grunde werden letztere mit den genannten Gruppen heute häufig zu den Häutungstieren (Ecdysozoa) zusammengefasst. Diese Zusammenfassung beruht außerdem auf molekularen Daten, ist allerdings noch stark umstritten. Als nächste Schwestergruppe der sich häutenden Tiere (mit oder ohne Gliederfüßer) werden die Bauchhärlinge angesehen.
|  | Fadenwürmer (Nematoda)      |
|  |                             |
|  | Saitenwürmer (Nematomorpha) |
|  |                             |

|               | Hakenrüssler (Kinorhyncha)                                                                 |
|               |                                                                                            |
| Vinctiplicata | \| \| Korsetttierchen (Loricifera) \| \| \| \| \| \| Priapswürmer (Priapulida) \| \| \| \| |
|               | \| \| Korsetttierchen (Loricifera) \| \| \| \| \| \| Priapswürmer (Priapulida) \| \| \| \| |
|               | Korsetttierchen (Loricifera)                                                               |
|               |                                                                                            |
|               | Priapswürmer (Priapulida)                                                                  |
|               |                                                                                            |

|  | Korsetttierchen (Loricifera) |
|  |                              |
|  | Priapswürmer (Priapulida)    |
|  |                              |

|  | Fadenwürmer (Nematoda)      |
|  |                             |
|  | Saitenwürmer (Nematomorpha) |
|  |                             |

|               | Hakenrüssler (Kinorhyncha)                                                                 |
|               |                                                                                            |
| Vinctiplicata | \| \| Korsetttierchen (Loricifera) \| \| \| \| \| \| Priapswürmer (Priapulida) \| \| \| \| |
|               | \| \| Korsetttierchen (Loricifera) \| \| \| \| \| \| Priapswürmer (Priapulida) \| \| \| \| |
|               | Korsetttierchen (Loricifera)                                                               |
|               |                                                                                            |
|               | Priapswürmer (Priapulida)                                                                  |
|               |                                                                                            |

|  | Korsetttierchen (Loricifera) |
|  |                              |
|  | Priapswürmer (Priapulida)    |
|  |                              |

Alternativ findet sich neben der Einordnung als Häutungstiere auch die Gruppe der Rundwürmer (Nemathelminthes), die neben den oben genannten Gruppen (ohne die Gliederfüßer) auch die Rädertiere (Rotatoria) und die Kratzwürmer (Acanthocephala) enthält.

### Interne Systematik
Intern werden die Saitenwürmer in zwei Taxa eingeordnet.
- Die Meeressaitenwürmer (Nectonematoida) enthalten ausschließlich die vier bekannten Arten der Gattung Nectonema, die sich durch bauch- und rückseitige Schwimmborsten und ein flüssigkeitsgefülltes Pseudocoel auszeichnen und allesamt eine Körperlänge von etwa zwanzig Zentimetern aufweisen. Sie befallen ausschließlich Zehnfußkrebse.
- Die Pferdehaarwürmer (Gordioida) umfassen alle anderen Gruppen und leben im Süßwasser beziehungsweise in feuchtem Boden. Sie besitzen im Gegensatz zu den Meeressaitenwürmern nur eine bauchseitige Epidermisleiste; ihr Pseudocoel enthält darüber hinaus hauptsächlich eine Matrix aus Bindegewebe.

Die nachfolgende Abbildung gibt eine Variante des Systems der Saitenwürmer wieder, allerdings ist die Monophylie vieler dieser Gruppen (vor allem der Gattungen) sehr umstritten, auf eine phylogenetische Darstellung wird daher weitestgehend verzichtet (Darstellung nach Schmidt-Rhaesa 2002).
|  | Gordius      |
|  |              |
|  | Acutogordius |
|  |              |

|                                                 | Spinochordodes   |
|                                                 |                  |
|                                                 | Daccochordodes   |
|                                                 |                  |
|                                                 | ? Lanochordodes  |
|                                                 |                  |
|                                                 | ? Pantachordodes |
| Vorlage:Klade/Wartung/3 Vorlage:Klade/Wartung/4 |                  |

|  | Gordius      |
|  |              |
|  | Acutogordius |
|  |              |

|                                                 | Spinochordodes   |
|                                                 |                  |
|                                                 | Daccochordodes   |
|                                                 |                  |
|                                                 | ? Lanochordodes  |
|                                                 |                  |
|                                                 | ? Pantachordodes |
| Vorlage:Klade/Wartung/3 Vorlage:Klade/Wartung/4 |                  |

|  | Gordius      |
|  |              |
|  | Acutogordius |
|  |              |

|                                                 | Spinochordodes   |
|                                                 |                  |
|                                                 | Daccochordodes   |
|                                                 |                  |
|                                                 | ? Lanochordodes  |
|                                                 |                  |
|                                                 | ? Pantachordodes |
| Vorlage:Klade/Wartung/3 Vorlage:Klade/Wartung/4 |                  |

|  | Gordius      |
|  |              |
|  | Acutogordius |
|  |              |

|                                                 | Spinochordodes   |
|                                                 |                  |
|                                                 | Daccochordodes   |
|                                                 |                  |
|                                                 | ? Lanochordodes  |
|                                                 |                  |
|                                                 | ? Pantachordodes |
| Vorlage:Klade/Wartung/3 Vorlage:Klade/Wartung/4 |                  |

## Evolution
Über die Evolution der Saitenwürmer wie auch der restlichen Tiergruppen in der näheren Verwandtschaft dieser Tiere ist nur sehr wenig bekannt. Fossile Exemplare sind bis auf wenige Ausnahmen nicht existent. So sind die ältesten bekannten Fadenwürmer in etwa 120 Millionen Jahre altem Bernstein entdeckt worden; der älteste Saitenwurm stammt aus der Braunkohle des Eozän vor maximal 60 Millionen Jahren. Aufgrund dieser Funde kann man davon ausgehen, dass es die Saitenwürmer mindestens zu Beginn des Tertiär bereits gegeben hat, der tatsächliche Ursprung muss allerdings viel weiter zurückliegen.
Die Lebensweise der ersten Saitenwürmer lässt sich vor allem über den Vergleich mit den anderen Tiergruppen innerhalb der Häutungstiere (ohne Gliederfüßer) sehr gut rekonstruieren. Alle näher verwandten Gruppen mit Ausnahme der Fadenwürmer bestehen aus primär meereslebenden und mikroskopisch kleinen Tieren, so dass die Vermutung nahe liegt, dass auch der Vorfahr der Saitenwürmer und der Fadenwürmer auf diese Weise gelebt hat. Den maßgeblichen evolutionären Schritt bildete offensichtlich der Übergang zum Parasitismus, der vor allem zu einer Vergrößerung des Körpers führte.

### Allgemein
- D. J. Biron: Behavioural manipulation in a grasshopper harbouring hairworm: a proteomics approach. in: Proceedings of the Royal Society. Serie B. London 2005, ISSN 0080-4649, doi:10.1098/rspb.2005.3213.
- J. Bresciani: Nematomorpha. In: Frederik W. Harrison, E. E. Ruppert: Microscopic Anatomy of Invertebrates. Wiley-Liss, New York 1991, ISBN 0-471-56842-2.
- S. Lorenzen: Nematomorpha, Saitenwürmer.In: W. Westheide, R. Rieger: Spezielle Zoologie. Teil 1. Einzeller und Wirbellose Tiere. Gustav Fischer, Stuttgart 1996, Spektrum, Heidelberg 2004, ISBN 3-8274-1482-2.
- E. E. Ruppert, S. F. Richard, R. D. Barnes: Invertebrate Zoology, A Functional Evolutionary Approach. Kapitel 22. Brooks/Cole, Pacific Grove 72004, ISBN 0-03-025982-7, S. 770.
- A. Schmidt-Rhaesa: Zur Morphologie, Biologie und Phylogenie der Nematomorpha. Cuillier, Göttingen 1996, ISBN 3-89588-434-0.
- A. Schmidt-Rhaesa: Nematomorpha. Süßwasserfauna von Mitteleuropa. Bd. 4/4. Gustav Fischer, Stuttgart 1997, ISBN 3-437-25428-6.
- A. Schmidt-Rhaesa: Die Saitenwürmer. Westarp Wissenschaften, Hohenwarsleben 2002, ISBN 3-89432-902-5.
- A. Schmidt-Rhaesa: Are the genera of Nematomorpha monophyletic taxa? im: Zoologica Scripta. Oxford 31.2002, S. 185–200, ISSN 0300-3256.

### Forschungsgeschichte
- A.A. Berthold: Ueber den Bau des Waserkalbes ("Gordius aquaticus"). In: Abhandlungen der Königlichen Gesellschaft der Wissenschaften in Göttingen. Berlin 1843, S. 1–18.
- Lorenzo Camerano: Monografia dei Gordii. Memoria. in: Memorie della Reale Accademia delle Scienze di Torino. Serie 2. Turin 47.1897, S. 339–419, ISSN 1120-1622.
- F. Dujardin: Mémoire sur la structure anatomique de "Gordius" et d´un autre Helminthe, le "Mermis"', qu´on a confondu avec eux. in: Annales des Sciences Naturelles. Zoologie. Bd. 2. Paris 1842, S. 129–151, ISSN 0150-9322.
- Conrad Gessner (1551–1587): Historia Animalium. Frankfurt 1551, 1621 (latein.), 1977 (ital.).
- E. Grube: Über einige Anguillulen und die Entwicklung von "Gordius aquaticus". In: Archiv für Naturgeschichte Leipzig 15.1849, S. 359–375, ISSN 0365-6136.
- J. Leidy: On the Gordiaceae. In: Proceedings of the Academy of Natural Sciences. Philadelphia 1851, S. 383–384, ISSN 0097-3157
- C. Linné: Systema Naturae. 1. Bd. Trustees of the British Museum, Natural History. London 1758 (10. Aufl.).
- G. Meissner: Beiträge zur Anatomie und Physiologie der Gordiaceen. In: Zeitschrift für wissenschaftliche Zoologie. Leipzig 7.1856, S. 1–144.
- A. E. Verrill: Notice of recent additions to the marine invertebrates of the Northern coast of America. In: Proceedings of the U.S. Natural Museum  2.1879, S. 165–204.